# Prix international Ibsen
Pour les articles homonymes, voir Ibsen (homonymie).
Le Prix international Ibsen (Den internasjonale Ibsenprisen en norvégien) récompense une personne, une institution ou une organisation qui a apporté de nouvelles dimensions artistiques dans le monde du théâtre. Le comité d'attribution est composé de personnalités du théâtre de dimension internationale. 
Il a été créé par le gouvernement norvégien en 2008, et a été nommé en l'honneur du dramaturge norvégien Henrik Ibsen. Le récipiendaire est annoncé le 20 mars, jour de naissance d'Ibsen, et reçoit une somme 2,5 millions de couronnes norvégiennes, ce qui en fait un des prix littéraire les mieux dotés au monde. Le prix est remis au Nationaltheatret à Oslo lors du Festival Ibsen. En 2011 le prix est devenu biennal.
Le prix à deux prédécesseurs : le Prix commémoratif du centenaire d'Ibsen (attribué seulement en 2006 et 2007) et le Prix norvégien Ibsen (attribué depuis 1986 à des dramaturges norvégiens uniquement).

## Liste des lauréats
- 2008 : Peter Brook
- 2009 : Ariane Mnouchkine
- 2010 : Jon Fosse
- 2012 : Heiner Goebbels[3]
- 2014 : Peter Handke[4],[5]
- 2016 : Forced Entertainment (en)
- 2018 : Christoph Marthaler[6]
- 2020 : Taylor Mac[7]
- 2022 : Back to Back Theatre[8]
- 2024 : Lola Arias[9]